# Pilisborosjenő
Pilisborosjenő [ˈpiliʃboroʃjenøː] (deutsch Weindorf) ist eine ungarische Gemeinde im Komitat Pest mit 3.406 Einwohnern (Stand 2011). Sie ist ein Vorort von Budapest und liegt rund 15 Kilometer nordwestlich der Hauptstadt am Fuße des Pilisgebirges, angrenzend zum Nationalpark Duna-Ipoly.

## Gemeindepartnerschaften
- Steinheim am Albuch, Deutschland, seit 1986

## Sehenswürdigkeiten
- Römisch-katholische Kirche Szent Vid és 14 segítő szent, erbaut 1756 (Barock)
- Steinbrücke (Kőhid), erbaut im 18. Jahrhundert

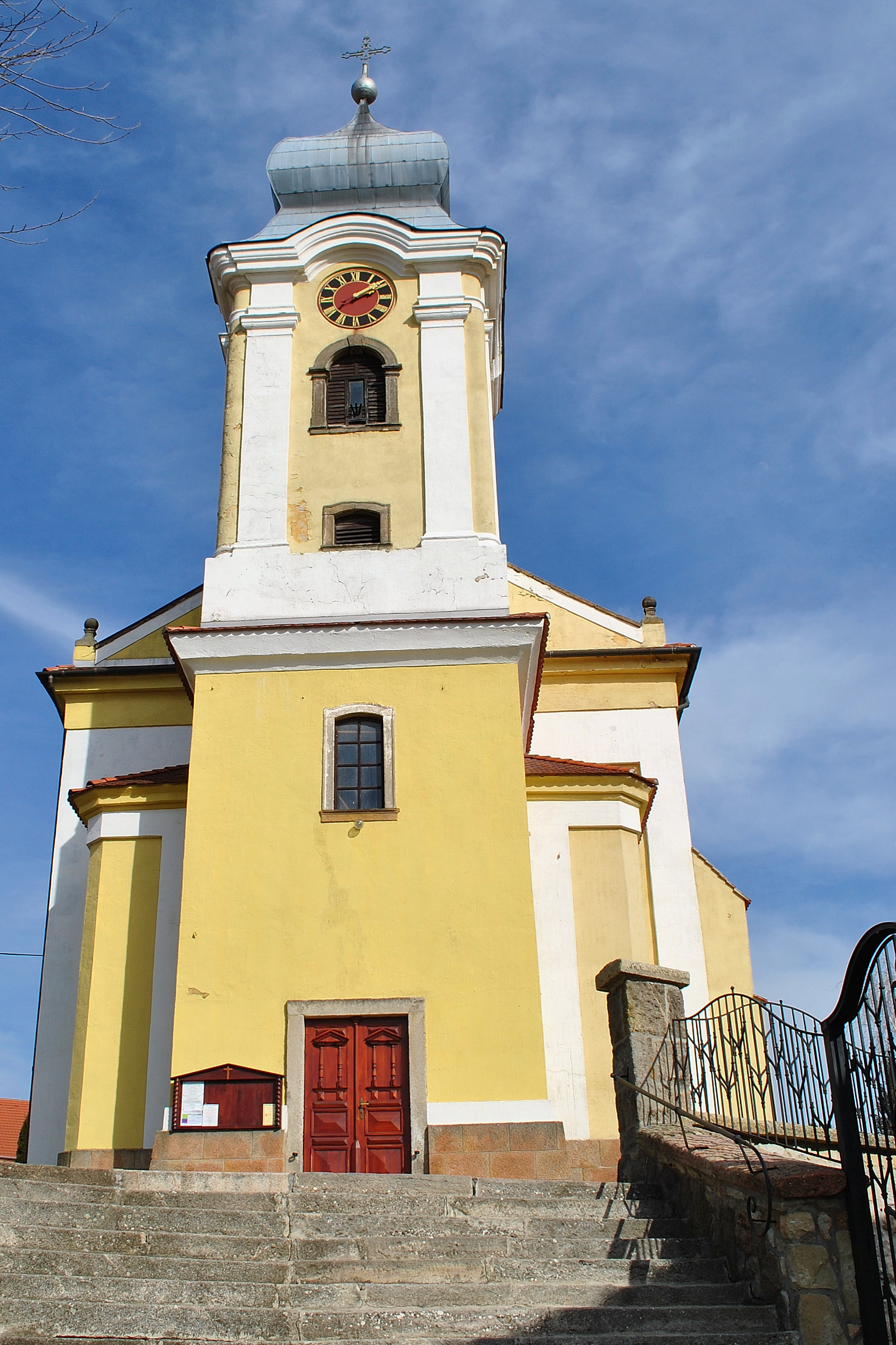
Römisch-katholische Kirche Szent Vid és 14 segítő szent

## Verkehr
Ein Kilometer südlich von Pilisborosjenő verläuft die Hauptstraße Nr. 10. Die nächstgelegene Eisenbahnstation befindet sich zwei Kilometer südlich in Üröm und ist angebunden an die Strecke vom Budapester Westbahnhof nach Esztergom.

## Persönlichkeiten
- Cornelius Petrus Mayer (1929–2021), deutscher römisch-katholischer Theologe und Professor für Systematische Theologie

## Trivia
Am Rande der Ortschaft wurde 1967/68 für die Verfilmung des Romans Sterne von Eger von Géza Gárdonyi ein in Resten bis heute erhaltener Nachbau der Burg Eger errichtet.